# پیز پولاسچین
پیز پولاسچین (به لاتین: Piz Polaschin) یک کوه در سوئیس است که در کانتون گراوبوندن واقع شده‌است. پیز پولاسچین ۳٬۰۱۳ متر بالاتر از سطح دریا واقع شده‌است.